# Mi hermano es hijo único
Mi hermano es hijo único es una película italiana de 2007 dirigida por Daniele Luchetti y basada en la novela Il Fasciocomunista de Antonio Pennacchi. Su título hace referencia a una canción del cantautor Rino Gaetano. Está protagonizada por Elio Germano y Riccardo Scamarcio, quienes interpretan a dos hermanos de ideas políticas antagónicas en la Italia de los años 60.

## Argumento
Italia, año 1961. El país sufre la agonía de una revolución social y económica. Aunque esta revolución parece no afectar a Accio, un adolescente tan rebelde como problemático que vive a espaldas de todo en la provinciana y deprimente Sabaudia. Solo por irritar a sus padres, Accio se une a un partido neofascista a la vez que intenta impresionar a Francesca, la novia de su hermano mayor Manrico, principal líder local de la escena política de izquierdas. 
Las acciones fascistas de Accio avergüenzan a Manrico, y sus padres deciden terciar entre ambos hermanos, quienes dejan de hablarse. La única comunicación entre ellos es a través de Francesca. Accio se enamora perdidamente de Francesca, y las diferencias y conflictos entre ambos hermanos serán un reflejo de un país dividido entre dos formas de entender la vida y la política.